# Тенчинский, Станислав Габриэль
 Станислав Габриэль Тенчинский (пол. Stanisław Gabriel Tęczyński; 27 марта 1514 — 5 декабря 1561) — польский государственный деятель, граф, староста люблинский (1547—1560), каштелян львовский (1551—1554), воевода сандомирский (1554—1555), воевода краковский (1555—1560), староста теребовльский, староста белзский в 1546 году, староста урзудовский в 1554 году, староста парчевский в 1554 году, следующий наследник Красника, поместий в Люблинском воеводстве и на Подляшье. Дипломатический представитель Речи Посполитой в Османской империи в 1553 году.

## Биография
Представитель польского магнатского рода Тенчинских герба «Топор». Его отцом был Ян Габриэль Тенчинский (1484—1552), граф Священной Римской империи с 1527 года, подкоморий (с 1515) и воевода (1543) сандомирский, каштелян и староста люблинский. Его матерью была Доброхна Сапежанка (ум. после 1512), дочь Ивана Семёновича Сапеги, королевского секретаря и канцлера королевы Елены, воевода подляшский и маршалок великий литовский. У него была сестра Беата Тенчинская, на которой женился на литовский придворный маршалок Ян Заберезинский.
В юности учился в Краковской академии. В 1530—1531 годах он был придворным принца Альбрехта Гогенцоллерна (1490—1568), герцога Пруссии. Затем он остался в Нидерландах (1533—1535). Член парламента от Краковского воеводства в Краковском сейме 1538/1539, сейме 1550 года. Он был сторонником Реформации и сенатором, поддерживающим политику короля Сигизмунда Августа по отношению к папству и церкви. Он стремился увеличить свободу в налоговой сфере и в личных вопросах. Он был исполнителем королевской грамоты от января 1542 года, изданной Сигизмундом Августом для Семятыче. 2 апреля 1542 года он ввел в этом городе муниципальную власть и поручил работы по устройству города и его колонизации. В 1553 году он был отправлен королем с посольством в Турцию.
Он занимал должности староста люблинского (1547—1560), каштеляна львовского (1551—1554), воеводы сандомирского (1554—1555) и воеводы краковского (1555—1560). Он был наследником имений в Люблинском и Подляском воеводстве, Моравского имения и половины имения Тенчинских. Он был мудрым и находчивым хозяином. Для своего отца он построил красивое рыцарское надгробие в стиле Ренессанса в часовне Тенчинских в Краснике.
47-летний Станислав Габриэль Тенчинский скончался 5 декабря 1561 года и был похоронен в семейной усыпальнице Тенчинских в подвале приходской церкви в Краснике.

## Семья
Около 1538 года он женился на Анне Богуш, дочери подскарбия великого литовского и маршалка господарского Богуша Михаила Боговитиновича (+ 1530), от брака с которой у него было двое детей:
- Ян Баптист Тенчинский (1540 — декабрь 1563), воевода белзский и староста люблинский.
- Катажина Тенчинская (1544 — 19 марта 1592), 1-й муж с 1558 года князь Ежи Олелькович Слуцкий (1531—1578), староста бобруйский; 2-й муж — князь Кшиштоф Николай Радзивилл «Перун» (1547—1603).